# 4273 Dunhuang
4273 Dunhuang è un asteroide della fascia principale. Scoperto nel 1978, presenta un'orbita caratterizzata da un semiasse maggiore pari a 2,3957563 UA e da un'eccentricità di 0,2260054, inclinata di 3,02863° rispetto all'eclittica.